# 華原希 (AV女優)
華原 希（かはら のぞみ、1990年2月21日 - ）は、日本のAV女優。

## 略歴・人物
2009年8月にデビューしたギャル系のAV女優である。
2012年4月、希海に改名した。

## 出演作品

### アダルトビデオ
2009年
- エスカレートするドしろーと娘 素人かんぜんだましどり 161（8月1日、プレステージ）
- VANILLA 09 小麦ちゃんのお尻（8月1日、プレステージ）
- ザ・面接 VOL.110 恋愛できない女たち 好きになったるでぇ （8月21日、アテナ映像）
- HOT TOGETHER!! 08（9月19日、プレステージ）共演:くみ、梨杏
- 中出し×素人×お姉さん 完全素人を1年間で48人中出しできるか挑戦! 履いていたパンツもついでにGET!! セフレ編 残り28人（9月21日、h.m.p）
- 痙攣の館 拷問執行番号:06（11月3日、マッド）

2010年
- 顔射ナンパBOMB!! （1月7日、グローリークエスト）
- 10人姉妹の真ん中に男は僕1人だけ 大家族岩田家の一週間 〜ボクのビッグダディ(チ○ポ)は休む暇なし! 貧乏だけどタマらん我が家〜 前編 （4月6日、ディープス）
- 10人姉妹の真ん中に男は僕1人だけ! 大家族 岩田家の一週間 〜まだまだ続く痛快オマ○コ性活! ボクのモーレツびんびん物語〜 後編 （5月13日、ディープス）
- 愛の手袋コキッ!（6月18日、AFRO FILM）
- 東京ひとり暮らし のぞみ 19歳（8月20日、S級素人）
- GIRLS SEX PARTY 4（9月19日、S級素人）
- 素人コギャルHEAVEN4時間NEO 18（10月15日、ケイ・エム・プロデュース）
- 生中出し新入女子社員（11月19日、メディアステーション）
- お仕事ちょーだい●　2　〜ご奉仕研修編〜（11月26日、ケイ・エム・プロデュース）

2011年
- TOKYO素人女子大生4時間 MAXIMUM 4（1月１4日、メディアステーション）
- MOODYZファン感謝祭 バコバコバスツアー2011 ギャルの超ハイテンション大乱交ジャングル!!（2月13日、MOODYZ）
- 働くキレイなお姉さんと制服のままヤりたい! 4時間（5月13日、ケイ・エム・プロデュース）
- おかず。企画祭り！ギャル女子寮に僕ひとり（6月24日、ケイ・エム・プロデュース）
- スーパー・パイパン・肉ダルマ Vol.2 昇天獄虐哀泣淫画 跌倒達磨 002番 華原希（12月25日、ベイビーエンターテイメント）